# Scaramacai
Scaramacai è un personaggio televisivo italiano della metà del XX secolo, interpretato da Pinuccia Nava. Fece la sua prima apparizione in televisione nel 1955, per comparire in diverse trasmissioni fino al 1966.

## Caratteristiche
(Tormentone di Scaramacai)
Scaramacai era un pagliaccio biondo, che si esprimeva in un linguaggio particolare (un italiano dalle vocali alterate, con una vaga somiglianza al dialetto ligure), col viso truccato in modo simile a un clown, vestito con una maglia a righe orizzontali gialle e rosse, un giubbino verde, un paio di guanti grigi e il "sorriso triste"; la maglia e il trucco erano colorati, ma le trasmissioni a quell'epoca erano in bianco e nero. L'origine del nome sarebbe dovuta ad un termine che veniva usato per indicare guitti e saltimbanchi.

## Storia
Pinuccia Nava, attrice di rivista molto famosa negli anni Quaranta, è stata l'esclusiva interprete del personaggio, inventato da Umberto Simonetta e Guglielmo Zucconi. Tra gli anni Cinquanta e Sessanta, Scaramacai ottiene grande successo nel pubblico dei ragazzi. 
Scaramacai venne creato per la TV dei ragazzi e in seguito fu protagonista di due serie di Carosello tra il 1957 e il 1967 per le caramelle Golia per l'agenzia Clan. La prima serie, Scaramacai, prodotta dalla General Film, diretta da Mario Fattori e scritta dalla stessa Nava, venne trasmessa dal 1957 al 1958 e poi ripresa dal 1965 al 1966. La prima messa in onda, nel 1957, vedeva Scaramacai in alcune scenette da circo impegnato a confrontarsi con il clown bianco interpretato da Tonino Micheluzzi. Quella successiva del 1958 vedeva Scaramacai spartire la scena con il domatore tedesco impersonato da Aldo Giuffré. Nella serie trasmessa tra il 1965 e il 1966, l'atmosfera cambia: Scaramacai viene trasportato in altre ambientazioni, come ad esempio una guerra imprecisata tra due paesi confinanti o sulla Luna dove incontra una selenita interpretata da Talita Pool. In tutti questi caroselli alla fine Scaramacai pronunciava sempre lo slogan «Per la voce e per la gola di Golia ce n'è una sola!».
Una serie di Carosello successiva, intitolata Galateo per i più piccini, sempre per l'agenzia Clan, venne prodotta da Nino e Toni Pagot e messa in onda nel 1967. La serie vede Scaramacai impegnato a insegnare le buone maniere ai bambini, coadiuvato dal suo aiutante professor De Michelangelis, interpretato da Elio Crovetto.
Scaramacai fu inoltre protagonista del film Scaramacai e la Befana (1962), diretto da Gianni Serra, e della serie di sei puntate Scaramacai e l'isola beata, diretta da Alda Grimaldi.
L'archivio online delle trasmissioni Rai comprende due puntate della Tv dei ragazzi interpretate dal personaggio.

### Storie illustrate
Il personaggio di Scaramacai apparve anche in alcuni volumi della collana cartonata di grande formato Le pietre preziose di Mondadori, a partire dal 1960, su testi di Guglielmo Zucconi e con i disegni di Manlio Amodeo e Grazia Nidasio. Venne pubblicato anche sul Corriere dei Piccoli dal 1961 in poi.

## Filmografia

### Televisione
- Le avventure di un pagliaccio - miniserie TV (1961)
- Scaramacai e la Befana, regia di Gianni Serra - film TV (1962)
- Scaramacai e l'isola beata, regia di Alda Grimaldi - miniserie TV (1963)

## Discografia parziale

### Singoli
- 1960 - Pinuccia Nava Scaramacai N. 1
- 1960 - Pinuccia Nava Scaramacai N. 2
- 1961 - Pinuccia Nava Scaramacai
- 1963 - Pinuccia Nava Le canzoni di scaramacai
- 1963 - Pinuccia Nava Le canzoni di scaramacai

## Libri
- Guglielmo Zucconi, Scaramacai e la donna baronessa, Grazia Nidasio (illustrazioni), Milano, Mondadori, 1963, SBN SBL0255139.

## Influenze nella cultura
Il personaggio di Scaramacai è stato fonte di ispirazione per Sandra Mondaini nella creazione del personaggio di Sbirulino.